# 劉孝先
劉孝先（りゅう こうせん、生没年不詳）は、南朝梁の官僚・文人。本貫は彭城郡彭城県安上里。

## 経歴
斉の大司馬霸府従事中郎の劉絵の七男として生まれた。武陵王蕭紀の下で法曹や主簿をつとめた。蕭紀が益州刺史に転出すると、孝先もこれに従って安西記室となった。承聖2年（553年）、兄の劉孝勝とともに蕭紀に従って峡口に進出し、元帝の軍に敗れて捕らえられ、江陵に連行された。まもなく元帝に釈放されて黄門侍郎となり、侍中に転じた。
兄弟たちとともに五言詩を得意としたが、文集は散逸して伝わらなかった。

## 伝記資料
- 『梁書』巻41 列伝第35
- 『南史』巻39 列伝第29